# Tratado de Manila (1946)
Tratado de Manila de 1946, formalmente Tratado de Relações Gerais e Protocolo,  é um tratado de relações gerais assinado em 4 de julho de 1946 em Manila, capital das Filipinas. As partes envolvidas do tratado foram os Estados Unidos e a República das Filipinas. Os Estados Unidos concediam a total independência as Filipinas e o tratado previa o reconhecimento dessa independência. O tratado foi assinado pelo Embaixador Paul V. McNutt como representante dos Estados Unidos e pelo presidente Manuel Roxas representando Filipinas. O tratado entrou em vigor nos Estados Unidos em 22 de outubro de 1946, quando foi ratificado pelo Senado.[carece de fontes?]